# Гвенаэль
Гвенаэ́ль (умер около 550 года) — игумен из Ландевенека. День памяти — 3 ноября.
Святой Гвенаэль (Guenhael), чьё имя означает «белый ангел», родился в Бретани. Он получил образование в монастыре Ландевенек при Винвало (Winwaloe, Guenole). Впоследствии он стал настоятелем этого монастыря.